# Temnothorax splendens
Temnothorax splendens is een mierensoort uit de onderfamilie van de Myrmicinae. De wetenschappelijke naam van de soort is voor het eerst geldig gepubliceerd in 1905 door William Morton Wheeler.